# Size Isn't Everything
Size Isn't Everything osamnaesti je studijski album australskog rock sastava The Bee Gees. Prvo je izašao u Velikoj Britaniji 13. rujna 1993., a nakon toga u 2. studenog 1993. u SAD-u.

## Povijest
Nakon pet godina Bee Gees se ovim albumu nanovo vratio izdavaču Polydor Records i pošto su tri studijska albuma, ugovorom vezani, objavili za Warner Bros. Records, postali su jedan od najpopularniji sastava u povijesti glazbe.
Prema riječima Robina Gibba u publikaciji od ožujka 1992., Bee Gees je u siječnju snimio sedam novih skladbi. Maurice je kasnije 1992. podsjetio, da su ga Barry i Robin čekali prije nego što su počeli raditi na skladbama, dok se nije vrati sa svoje posljednje rehabilitacije od alkohola. U siječnju su snimili osnovne dijelove materijala za skladbe, kao što su i obično radili, iako su za neke skladbe dovršili i tekst. U međuvremenu, Barry je stalno bio u posjeti svojoj supruzi koja je bila prikovana u bolnici za krevet, radi preuranjenog porađanja njihove kćerke. Osmi Bee Geesovih skladbi, snimljena je i jedna od Kellia Wolfea. Međutim i on odlazi na ranije planirani operativni zahvat ali ipak nakon završetka snimanja.
Dok su se Barry, njegova supruga i kćer oporavljali od porođajnih problema, 5. ožujka braći Gibb umro je otac Hugh Gibb, točno na Andy Gibbov rođendan. Kao rezultat svih ovih obiteljskih događaja, čak i nakon mnogo očekivanog početka u siječnju 1993., Size Isn't Everything objavljen je tek godinu dana kasnije.
9. kolovoza objavljen je njihov prvi singl "Paying the Price of Love" u Velikoj Britaniji. Budući da je bila vodeća skladba na albumu, jedina je na kojoj je istaknuto Barryjevo falsetto izvođenje vokala i plesnog ritma. Kada je album bio objavljen, pet tjedana kasnije, "Paying the Price of Love", počela je padati na top ljestvicama.
Albumu je bio dostupan u čitavom svijetu. Najbolji uspjeh je ostvario u Argentini, gdje je zauzeo #1 na Top ljestvici. Procjenjuje se da se širom svijeta prodao u više od 700.000 primjeraka.

## Popis pjesama
Sve pjesme skladali su Barry, Robin i Maurice Gibb.
1. "Paying the Price of Love" – 4:12
  - Prvi singl s albuma. To su i brojni alternativni "miksevi" u različitim izdanjima.
2. "Kiss of Life" – 4:14
  - Originalno je planirano da bude drugi singl s albuma, i izdana kao četvrti singl na nekim tržištima. To je jedna energična rock / dance skladba, s impresivnim složenim vokalnim linijama, koje uključuju karakteristične Robinove i Barryjeve solo vokale, kao i skupino pjevanje.
3. "How to Fall in Love (Part 1)" – 5:59
  - Strangely, nije bio dostupan drugi dio pjesme.
4. "Omega Man" – 3:59
  - Prvi vokal Maurice Gibb.
5. "Haunted House" – 5:44
6. "Heart Like Mine" – 4:41
  - Robin je rekao da je ovo bilo potaknuto Enyinom tužnom skladbom.
7. "Anything For You" – 4:36
8. "Blue Island" – 3:15
  - "Posvećeno djeci bivše Jugoslavije".
9. "Above and Beyond" – 4:27
  - Prvi vokal Maurice Gibb.
10. "For Whom the Bell Tolls" – 5:06
  - Balada, najveći hit s albuma.
11. "Fallen Angel" – 4:30
12. "Decadance" - 4:31
  - Novi remiks od klasičnog #1 hita "You Should Be Dancing", koja se nalazi samo na Europskoj verziji albuma.

## Singlovi
| Datum         | Singl                         | Zabilješka                                    | Pozicija                                                                                            |
| ------------- | ----------------------------- | --------------------------------------------- | --------------------------------------------------------------------------------------------------- |
| kolovoz 1993. | "Paying the Price of Love"    | Objavljeno širom svijeta                      | #19 Nizozemska, #23 VB, #24 Austrija, #31 Francuska, #33 Italija, #36 Njemačka, #53 Kanada, #74 SAD |
| studeni 1993. | "For Whom the Bell Tolls"     | Objavljeno širom svijeta                      | #1 Brazil, #4 VB, #6 IE, #20 Nizozemska, #52 Njemačka, #109 SAD                                     |
| travanj 1994. | "How to Fall in Love, Part 1" | Objavljeno samo u VB                          | #30 VB                                                                                              |
| 1994.         | "Kiss of Life"                | Objavljeno samo u Europi kao promotivni singl | -                                                                                                   |
| 1994.         | "Blue Island"                 | Objavljeno samo u Europi kao promotivni singl | -                                                                                                   |

## Top ljestvica albuma
| Zemlja                     | Pozicija | Certifikat                 |
| -------------------------- | -------- | -------------------------- |
| Argentina                  | #1       | -                          |
| Austrija                   | #6       | -                          |
| Njemačka                   | #12      | -                          |
| Švicarska                  | #14      | -                          |
| NIzozemska                 | #22      | -                          |
| Velika Britanija           | #23      | Zlatni (1. prosinca 1993.) |
| Italija                    | #28      | -                          |
| Francuska                  | #28      | -                          |
| Sjedinjene Američke Države | #153     | -                          |

## Izvođači
- Robin Gibb - Vokal
- Barry Gibb - Vokal, Gitara
- Maurice Gibb - Vokal, Gitara, Klavijature
- Alan Kendall - Gitara
- Tim Cansfield - Gitara
- George "Chocolate" Perry - Bas gitara
- Tim Moore - Klavijature
- Ed Calle - Saksofon
- Gustavo Lezcano - Usna harmonika
- Trevor Murrell - Bubnjevi
- Luis Jardim - Udaraljke

### Produkcija
- Producenti - Barry Gibb, Maurice Gibb, Robin Gibb
- Projekcija - Femi Jiya
- Asistent projekcije - Chris Potter
- Miks - Barry Gibb, Femi Jiya, Maurice Gibb, Robin Gibb
- Mastering - Bob Ludwig
- Dizajn - Stylorouge
- Fotografija - Andy Earl

## Vanjske poveznice
- discogs.com - Bee Gees - Size Isn't Everything